# Haagsch Debutantenbal
Het Haagsch Debutantenbal is een liefdadigheidsbal dat jaarlijks wordt georganiseerd in het Kurhaus in Scheveningen. Tijdens dit bal stijldansen de zogenaamde debutanten voor een jury. Deze debutanten zijn jongeren van rond de 18 jaar oud.
Men wordt niet zomaar voor het bal gevraagd. Dit geldt voor zowel de debutanten als de toeschouwers. Ook gelden er kledingvoorschriften. Meedoen aan het bal wordt niet alleen gezien als een eer of een bijzondere ervaring maar ook als mogelijkheid om te netwerken.
Een debutantenbal was van oudsher de benaming van een bal, waarop de jongedames en -heren zich voor het eerst in het sociale leven van de adellijke kringen presenteerden, oftewel hun debuut maakten. Ook presenteerden de adellijke jongelieden zich er als "huwbaar". Zo'n evenement werd doorgaans georganiseerd door een van de Europese vorstenhuizen.
Herintroductie van deze traditie uit de negentiende eeuw was een van de winnende ideeën die werden ingezonden ter gelegenheid van het 750-jarig bestaan van de stad Den Haag in 1998. Het bal wordt sindsdien jaarlijks georganiseerd.

## Trivia
- In het Hôtel de Crillon te Parijs vindt elk jaar een soortgelijk bal, het Bal des Débutantes, plaats.
- Aflevering 7 van de Nederlandse televisieserie Heer & Meester uit 2014 speelde zich af rondom een sieradendiefstal tijdens het Haagsch Debutantenbal.